# Cabo de Creus
O cabo de Creus (em catalão: cap de Creus) é um promontório abrupto e rochoso de 672 m de altitude que se ergue sobre o mar Mediterrâneo no nordeste da Espanha. Está situado no município de Cadaqués, comarca de Alt Empordà, comunidade autónoma da Catalunha, a norte do golfo de Roses. Faz parte do Parque Natural do Cabo de Creus e constitui o ponto mais oriental da Península Ibérica.
Está sujeito s ação das ondas, provocadas fundamentalmente pela tramontana (vento frio que sopra de norte e noroeste) e aos ventos de levante.
Geomorfologicamente faz parte dos Pirenéus orientais, que entram mar adentro pelo maciço do cabo de Creus. Sobre terrenos graníticos do Ordoviciano (Paleozoico), apresenta uma vegetação sobretudo arbustiva. O cabo de Creus, em cujo extremo se situa um farol, encontra-se numa pequena península de carácter montanhoso, multirecortada, que forma pequenas calas (angras, orientadas em função da estrutura geológica). Nesta área registam-se precipitações anuais que oscilam entre os 500 e 800 mm. O clima local é do clima mediterrânico húmido, caracterizado pela suavidade térmica e precipitação moderada.